# آل حيدر (لودر)

تعديل مصدري - تعديل

آل حيدر هي إحدى قرى عزلة زارة بمديرية لودر التابعة لمحافظة أبين، بلغ تعداد سكانها 24 نسمة حسب تعداد اليمن لعام 2004.